# Propädeutikum
Das Propädeutikum (von altgriechisch προπαιδεύειν propaideuein „im Voraus unterrichten“) ist meist eine Vorbereitungsveranstaltung auf ein wissenschaftliches Gebiet. Der Begriff wird oft bedeutungsgleich mit Einführungsveranstaltung verwendet; es kann sich um eine Einführungsvorlesung in ein Themengebiet (oft mit Abschlussklausur) handeln, meist jedoch um Kurse, die Wissen vermitteln sollen, das für den Studiengang unabdingbar ist.
Propädeutika finden sich in verschiedenen wissenschaftlichen Bereichen:
- In Österreich ist das Psychotherapeutische Propädeutikum seit 1991 der erste Teil einer zweistufigen Ausbildung zum Psychotherapeuten.
- Ein philologisches Propädeutikum ist meist Bestandteil eines theologischen Vorseminares.
- Für Theologiestudenten, die das Priesteramt anstreben, ist ein Theologisches Propädeutikum verpflichtend.
- Im Pharmaziestudium gibt es im Fach „Pharmazeutische Technologie“ ein Propädeutikum, das auf die Herstellung von Arzneiformen im Hauptstudium vorbereitet.
- Propädeutik als Lehre über die Einführung in eine Wissenschaft.
- In Österreich gibt es in Japanologie ein Japanologisches Propädeutikum.
- In den Niederlanden ist das Bachelorstudium an der Hoger beroepsonderwijs (Höhere Berufsschule) abgestuft; dort durchläuft man vor Beginn der Hauptphase eine einjährige „Propedeuse“.
- In den romanischen Sprachwissenschaften gibt es in Deutschland an einigen Universitäten Propädeutika zur Einführung in die Sprachpraxis.
- In der Schweiz wird für ein Studium an Kunsthochschulen (beispielsweise Zürcher Hochschule der Künste, ZHdK) ein Propädeutikum vorausgesetzt, das in gestalterische, darstellende oder  musikalische Künste einführt.